# Józef (Sawrasz)
Józef, imię świeckie Josyf Michajłowycz Sawrasz (ur. 27 kwietnia 1909 w Czernijewie, zm. 5 czerwca 1984) – ukraiński duchowny greckokatolicki, następnie biskup prawosławny.

## Życiorys
W 1927 ukończył gimnazjum w Stanisławowie. Studia teologiczne odbywał w Innsbrucku. 4 września 1932 przyjął święcenia kapłańskie i został proboszczem greckokatolickiej cerkwi Opieki Matki Bożej w Stanisławowie. Następnie od 1938 do 1940 był proboszczem parafii Trójcy Świętej w Złotym Potoku, zaś od 1940 do 1946 – parafii Zwiastowania w Śniatynie. W 1946 został proboszczem parafii św. Michała Archanioła w tej samej miejscowości.
Uczestnik pseudosoboru lwowskiego w marcu 1946, w czasie którego ogłoszono likwidację Ukraińskiej Cerkwi Greckokatolickiej w ZSRR i przejście wszystkich jej struktur do Rosyjskiego Kościoła Prawosławnego. Po zakończeniu „soboru” ks. Sawrasz dokonał konwersji na prawosławie. 2 sierpnia 1957 w Ławrze Peczerskiej złożył wieczyste śluby mnisze, zachowując dotychczasowe imię. Dzień później otrzymał godność archimandryty.
4 sierpnia 1957 w soborze św. Włodzimierza w Kijowie odbyła się jego chirotonia biskupia, po której przyjął godność biskupa stanisławowskiego i kołomyjskiego. W charakterze konsekratorów w obrzędzie udział wzięli egzarcha Ukrainy metropolita kijowski i halicki Jan, arcybiskupi lwowski i tarnopolski Palladiusz, czernihowski i nieżyński Andrzej, biskupi perejasławsko-chmielnicki Nestor, kirowohradzki i mikołajowski Innocenty oraz drohobycki Grzegorz. Od 1962, w związku ze zmianą nazwy miasta Stanisławowa, przyjął tytuł biskupa iwano-frankowskiego i kołomyjskiego. W 1965 podniesiony do godności arcybiskupiej. W 1982 odszedł w stan spoczynku i dwa lata później zmarł. Uroczystościom pogrzebowym w soborze Zmartwychwstania Pańskiego w Iwano-Frankowsku przewodniczył arcybiskup iwano-frankowski Makary. Biskup Józef został pochowany w grobowcu rodzinnym we wsi, w której pochodził.